# 요 도종
요 도종 야율홍기(遼 道宗 耶律洪基, 1032년 9월 14일(음력 8월 7일) ~ 1101년 2월 12일(음력 1월 13일))는 요나라의 제8대 황제(재위 : 1055년 ~ 1101년)이다. 시호는 인성대효문황제(仁聖大孝文皇帝)이다.

## 생애
1055년 아버지 흥종의 뒤를 이어 즉위하였다. 1056년 사카야무니 탑을 건설하였고, 1066년에는 요 태종이 사용하였던 '대요'라는 이름을 부활시켰다. 선대와 마찬가지로 불교에 심취해서는 불교의 트리피타카를 모방해서 요나라에 만들었고, 산스크리트어에 능숙했다고 한다. 선대인 요 흥종에 이어 이 시기에도 요나라는 내란이 끊이질 않아 사실상 멸망의 길을 걸었다고 하며, 정부는 부패하였고 군대는 흩어졌다.
아들 야율준(耶律濬)은 간신 야율을신의 모함을 받아 20살에 요절하였다. 1101년에 사망하여 손자 천조제가 황위를 계승하였다.

## 존호
즉위 후 이듬해인 1056년에 천우황제(天佑皇帝)라는 존호를 받았고, 1065년에는 존호를 가상하여 성문신무전공대략광지총인예효천우황제(聖文神武全功大略廣智總仁睿孝天佑皇帝)라고 하였다.

## 가계

### 조부모와 부모
- 조부 : 성종(聖宗) 문무황제(文武皇帝) 야율 융서(耶律 隆緒)
- 조모 : 흠애황후(欽哀皇后) 소누근(蕭耨斤)
- 부친 : 흥종(興宗) 신성황제(神聖皇帝) 야율 종진(耶律 宗眞)
- 모친 : 인의황후(仁懿皇后) 소달리(蕭撻里)

### 후비
| 봉호           | 시호                | 이름(성씨)          | 별칭  | 재위년도        | 생몰년도        | 국구(장인/장모)           | 능묘       | 비고  |
| -------------- | ------------------- | ------------------- | ----- | --------------- | --------------- | ------------------------- | ---------- | ----- |
| 황후(皇后)     | 선의황후 (宣懿皇后) | 소관음 (蕭觀音)     | [ 1 ] | 1055년 ~ 1075년 | 1040년 ~ 1075년 | 위국왕(魏國王) 소혜(蕭惠) | 경릉(慶陵) |       |
| 폐황후(廢皇后) |                     | 소탄사 (蕭坦思)     | [ 2 ] | 1076년 ~ 1082년 | ? ~ 1118년      | 소아랄(蕭阿剌)            |            | [ 3 ] |
| 궁인(宮人)     |                     | 소알특라 (蕭斡特懶) |       |                 |                 |                           |            |       |

### 황자
| - | 봉호           | 시호       | 이름                                     | 생몰년도        | 생모            | 별칭  | 비고  |
| - | -------------- | ---------- | ---------------------------------------- | --------------- | --------------- | ----- | ----- |
| 1 | 황태자(皇太子) | 소회(昭懷) | 야율야로알(耶律 耶魯斡) 야율 준(耶律 濬) | 1057년 ~ 1077년 | 선의황후 소관음 | [ 4 ] | [ 5 ] |

### 황녀
| - | 봉호                            | 이름                      | 생몰년도                              | 생모            | 별칭                                  | 부마  | 비고 |
| - | ------------------------------- | ------------------------- | ------------------------------------- | --------------- | ------------------------------------- | ----- | ---- |
| 1 | 위국공주 (魏國公主)             | 야율 살갈지 (耶律 撒葛只) | ? ~ 1075년                            | 선의황후 소관음 | 류성군왕(柳城郡王) 소하말(蕭霞抹)     | [ 6 ] |      |
| 2 | 조국공주 (趙國公主)             | 야율 규리 (耶律 糾里)     | ? ~ 1089년                            | 선의황후 소관음 | 난릉군왕(蘭陵郡王) 소달불야(蕭撻不也) | [ 7 ] |      |
| 3 | 양송국대장공주 (梁宋國大長公主) | 야율 특리 (耶律 特里)     |                                       | 선의황후 소관음 | 소수알(蕭酬斡)                        | [ 8 ] |      |
| 3 | 양송국대장공주 (梁宋國大長公主) | 야율 특리 (耶律 特里)     | 북원선휘사(北院宣徽使) 소특말(蕭特末) | 선의황후 소관음 |                                       | [ 8 ] |      |

## 기년
| 도종        | 원년            | 2년        | 3년        | 4년        | 5년        | 6년        | 7년        | 8년        | 9년        | 10년       |
| ----------- | --------------- | ---------- | ---------- | ---------- | ---------- | ---------- | ---------- | ---------- | ---------- | ---------- |
| 서력 (西曆) | 1055년          | 1056년     | 1057년     | 1058년     | 1059년     | 1060년     | 1061년     | 1062년     | 1063년     | 1064년     |
| 간지 (干支) | 을미(乙未)      | 병신(丙申) | 정유(丁酉) | 무술(戊戌) | 기해(己亥) | 경자(庚子) | 신축(辛丑) | 임인(壬寅) | 계묘(癸卯) | 갑진(甲辰) |
| 연호 (年號) | 청녕(淸寧) 원년 | 2년        | 3년        | 4년        | 5년        | 6년        | 7년        | 8년        | 9년        | 10년       |
| 도종        | 11년            | 12년       | 13년       | 14년       | 15년       | 16년       | 17년       | 18년       | 19년       | 20년       |
| 서력 (西曆) | 1065년          | 1066년     | 1067년     | 1068년     | 1069년     | 1070년     | 1071년     | 1072년     | 1073년     | 1074년     |
| 간지 (干支) | 을사(乙巳)      | 병오(丙午) | 정미(丁未) | 무신(戊申) | 기유(己酉) | 경술(庚戌) | 신해(辛亥) | 임자(壬子) | 계축(癸丑) | 갑인(甲寅) |
| 연호 (年號) | 함옹(咸雍) 원년 | 2년        | 3년        | 4년        | 5년        | 6년        | 7년        | 8년        | 9년        | 10년       |
| 도종        | 21년            | 22년       | 23년       | 24년       | 25년       | 26년       | 27년       | 28년       | 29년       | 30년       |
| 서력 (西曆) | 1075년          | 1076년     | 1077년     | 1078년     | 1079년     | 1080년     | 1081년     | 1082년     | 1083년     | 1084년     |
| 간지 (干支) | 을묘(乙卯)      | 병진(丙辰) | 정사(丁巳) | 무오(戊午) | 기미(己未) | 경신(庚申) | 신유(辛酉) | 임술(壬戌) | 계해(癸亥) | 갑자(甲子) |
| 연호 (年號) | 대강(大康) 원년 | 2년        | 3년        | 4년        | 5년        | 6년        | 7년        | 8년        | 9년        | 10년       |
| 도종        | 31년            | 32년       | 33년       | 34년       | 35년       | 36년       | 37년       | 38년       | 39년       | 40년       |
| 서력 (西曆) | 1085년          | 1086년     | 1087년     | 1088년     | 1089년     | 1090년     | 1091년     | 1092년     | 1093년     | 1094년     |
| 간지 (干支) | 을축(乙丑)      | 병인(丙寅) | 정묘(丁卯) | 무진(戊辰) | 기사(己巳) | 경오(庚午) | 신미(辛未) | 임신(壬申) | 계유(癸酉) | 갑술(甲戌) |
| 연호 (年號) | 대안(大安) 원년 | 2년        | 3년        | 4년        | 5년        | 6년        | 7년        | 8년        | 9년        | 10년       |
| 도종        | 41년            | 42년       | 43년       | 44년       | 45년       | 46년       | 47년       |            |            |            |
| 서력 (西曆) | 1095년          | 1096년     | 1097년     | 1098년     | 1099년     | 1100년     | 1101년     |            |            |            |
| 간지 (干支) | 을해(乙亥)      | 병자(丙子) | 정축(丁丑) | 무인(戊寅) | 기묘(己卯) | 경진(庚辰) | 신사(辛巳) |            |            |            |
| 연호 (年號) | 수창(壽昌) 원년 | 2년        | 3년        | 4년        | 5년        | 6년        | 7년        |            |            |            |